# Яблонский, Пауль Эрнст
Пауль-Эрнст Яблонский (Paul Ernst Jablonski, в изданиях на латыни Pavlus Ernestus Iablonski) (28 декабря 1693 — 13 сентября 1757)   — кальвинистский богослов и ориенталист, сын Даниэля-Эрнста Яблонского. Его труды, написанные на латыни, касались богословских и лингвистических тем. «Exercitatio historico-theologica de Nestorianismo» (1724) имела целью защитить кальвинизм от обвинения в сродстве с несторианством и возбудила обширную полемику. В «Institutiones historiae christianae antiquioris» (1745) он исследует вопросы церковного права.
Также, он автор нескольких работ по египтологии: «Pantheon Aegyptiorum sive de di iseorum commentariius» (1750—52) и «Opuscula quibus lingua et antiquitates Aegyptiorum illustrantur» (1804). Оба труда не потеряли значения (как свод материала) даже после открытия Шампольона.

## Биография
Учился в Берлинской гимназии Иоахимсталь, а затем изучал теологию во  Франкфуртском университете. После, продолжил учебу в своем родном городе. Издав Disquisitio de lingua Lycaonica в 1714 году, он путешествовал по Германии, Нидерландам, Англии и Франции до 1720 года. В Либенберге Яблонский был нанят проповедником. В 1721 году он стал профессором филологии и доцентом богословия во Франкфурте, одновременно проповедуя там. В 1727 году стал доктором и ординарным профессором богословия; в 1741 году по собственному желанию его лишили должности проповедника.
Яблонский был членом Берлинской академии наук и женат на Софи Шарлотте Бергиус (* 29 апреля 1698; † 1779). У пары было 8 детей, одним из их сыновей был придворный проповедник Даниэль Зигфрид Яблонский.